# Českomoravská kynologická unie
Českomoravská kynologická unie (ČMKU), vznikla v prosinci roku 1992 a je považována za nástupkyni původní Československé kynologické unie, která zanikla během 2. světové války a následnici tří poválečných nezávislých spolků zaměřených na plemena lovecká, pracovní a společenská, vzniklých v 60. letech.
ČMKU zastřešuje kynologii v České republice a je řádným členem Mezinárodní kynologické federace (FCI).

## Zakládající členové
Zakládajícími členy bylo sedm organizací. Jmenovitě se jednalo o (seřazeno abecedně):
- Českomoravská myslivecká jednota (ČMMJ)
- Českomoravský kynologický svaz
- Český kynologický svaz (ČKS)
- Český svaz chovatelů (ČSCH)
- Moravskoslezský kynologický svaz (MSKS)
- Sdružení kynologických klubů
- Svaz Česko-moravsko-slezských záchranných brigád kynologů přejmenován na Svaz záchranných brigád kynologů ČR (SZBK ČR)[2]